# Filmografia de Jennifer Lopez

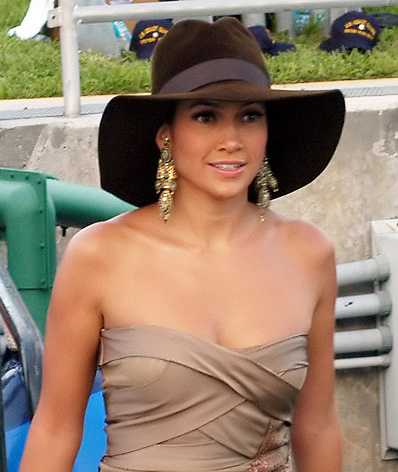
Lopez na sua chegada aos MTV Video Music Awards de 2004, a 29 de Agosto daquele ano em Miami.

A filmografia da artista norte-americana Jennifer Lopez — também conhecida pela sua alcunha J.Lo — consiste nas várias aparências em filmes, programas de televisão e vídeos musicais. Conhecida por ser cantora, atriz, mulher de negócios e dançarina, é uma das profissionais mais bem pagas em Hollywood e lidera no topo da lista dos descendentes latinos, recebendo 15 milhões de dólares americanos por papel. Lopez fez a sua estreia aos dezasseis anos no filme de 1987 My Little Girl. A partir daí, recebeu o seu primeiro grande desafio em 1991 como uma dançarina "Fly Girl" na série de comédia televisiva In Living Color. O programa terminou em 1993, o que resultou em várias outras aparências de Lopez como em South Central e ainda no filme para televisão Lost in the Wild. A actriz interpretou também Melinda Lopez na série Second Chances e participou em Hotel Malibu, contudo ambos resultaram em observações negativas por parte dos media. O primeiro grande papel de Lopez foi em 1995 no filme Money Train, juntamente com Wesley Snipes e Woody Harrelson como membros da polícia de Nova Iorque. O projecto recebeu avaliações críticas desfavoráveis, acabando por ser considerado um fracasso. Seguiram-se Jack e Blood and Wine, com sucesso semelhante e recebidas de forma iguais, no entanto, os analistas ficaram divididos por este último.
O seu primeiro papel como protagonista foi em 1997 como Selena Quintanilla no filme biográfico da cantora. O trabalho foi um sucesso comercial e crítico, sendo citado muitas vezes como o seu acto de estreia. No mesmo ano, Lopez interpretou Terri Flores em Anaconda, que gerou uma opinião negativa, embora com receitas elevadas. Em 1998, contracenou com George Clooney no policial Out of Sight, com desempenho positivo nas análises e nos ganhos. No mesmo ano, chegou a dar a sua voz para a longa-metragem Antz. Após o início da sua carreira musical em 1999, a artista voltou aos ecrãs no ano seguinte para o thriller psicológico The Cell, seguindo-se de The Wedding Planner e Angel Eyes, recebidos negativamente. O lançamento simultâneo de The Wedding Planner e do seu segundo álbum de estúdio J.Lo tornou-a a primeira pessoa na história a ter um álbum e filme número um na mesma semana nos Estados Unidos. Sucedeu-se Maid in Manhattan, uma comédia romântica de 2002 com Ralph Fiennes, com recepção mista pela crítica mas com receitas favoráveis. Em 2003 e 2004, Lopez protagonizou Gigli e Jersey Girl com o então namorado, Ben Affleck. Os media analisaram ambas as prestações de forma negativa, e Gigli chegou a ser considerado um dos piores filmes do ano.
Lopez prosseguiu a sua carreira no cinema, co-protagonizando Shall We Dance? com Richard Gere em 2004. No mesmo ano, fez duas aparências na séria norte-americana Will & Grace. Em 2005, a artista participou juntamente com Jane Fonda na comédia romântica Monster-in-Law. Seguiram-se projectos independentes como An Unfinished Life, Bordertown e El cantante, cujo último Jennifer também foi creditada como produtora executiva. Depois de outros trabalhos em séries televisivas como personalidade e produtora, a actriz lançou a minissérie Como ama una mujer. Em 2011, foi convidada como jurada para o programa de competição musical American Idol, ganhando 12 milhões de dólares americanos pela primeira temporada e 20 milhões pela segunda. Em 2012, foi estreado o ¡Q'Viva! The Chosen, um talent show criado por Simon Fuller e que seguiu Lopez, Marc Anthony e Jamie King enquanto viajavam por vinte e um países latino-americanos para encontrar talentos para um concerto em Las Vegas. A empresária também co-protagonizou, ao lado de Cameron Diaz, Elizabeth Banks, Matthew Morrison e Dennis Quaid, o filme What to Expect When You're Expecting. O projecto foi baseado no livro de mesmo nome, obtendo uma recepção negativa pelos críticos e um desempenho comercial moderado. Mais tarde no mesmo ano, a cantora emprestou a sua voz para o filme de animação Ice Age: Continental Drift, o quarto da série, resultando na melhor primeira semana a nível comercial da profissional.

## Legenda
|  | Desconhecido      |
|  | Lançamento futuro |

## Filmes

### Como atriz
| Título                               | Ano  | Papel              | Diretor(es)                         | Orçamento   | Receita     | Referência(s)        |
| Título                               | Ano  | Papel              | Diretor(es)                         | $ (milhões) | $ (milhões) | Referência(s)        |
| ------------------------------------ | ---- | ------------------ | ----------------------------------- | ----------- | ----------- | -------------------- |
| My Little Girl                       | 1987 | Myra               | Connie Kaiserman & David Saperstein |             | 25          | [ 22 ] [ 23 ]        |
| Lost in the Wild                     | 1993 | Rosie Romero       | Larry Shaw                          |             |             | [ 24 ]               |
| My Family                            | 1995 | Young Maria        | Gregory Nava                        | 55          |             | [ 25 ] [ 26 ]        |
| Money Train                          | 1995 | Grace Santiago     | Joseph Ruben                        | 68          | 77.3        | [ 27 ] [ 28 ] [ 29 ] |
| Jack                                 | 1996 | Miss Marquez       | Francis Ford Coppola                | 45          | 58.6        | [ 30 ] [ 31 ]        |
| Sangue & Vinho (Blood and Wine)      | 1997 | Gabriella          | Bob Rafelson                        | 26          |             | [ 32 ] [ 33 ] [ 34 ] |
| Selena                               | 1997 | Selena Quintanilla | Gregory Nava                        | 20          | 35.5        | [ 35 ] [ 36 ] [ 37 ] |
| Anaconda                             | 1997 | Terri Flores       | Luis Llosa                          | 45          | 136.9       | [ 38 ] [ 39 ] [ 40 ] |
| U-Turn                               | 1997 | Grace McKenna      | Oliver Stone                        | 19          | 6.7         | [ 41 ] [ 42 ]        |
| Out of Sight                         | 1998 | Karen Sisco        | Steven Soderbergh                   | 48          | 77.7        | [ 43 ] [ 44 ] [ 45 ] |
| Antz                                 | 1998 | Azteca (voz)       | Eric Darnell & Tim Johnson          | 105         | 171.8       | [ 46 ] [ 47 ]        |
| The Cell                             | 2000 | Catherine Deane    | Tarsem Singh                        | 33          | 104.2       | [ 48 ] [ 49 ]        |
| The Wedding Planner                  | 2001 | Mary Fiore         | Adam Shankman                       | 35          | 94.7        | [ 50 ] [ 51 ]        |
| Angel Eyes                           | 2001 | Sharon Pogue       | Luis Mandoki                        | 53          | 29.7        | [ 52 ] [ 53 ]        |
| Enough                               | 2002 | Slim Hiller        | Michael Apted                       | 38          | 51.8        | [ 54 ] [ 55 ]        |
| Maid in Manhattan                    | 2002 | Marisa Ventura     | Wayne Wang                          | 55          | 154.9       | [ 56 ] [ 57 ]        |
| Gigli                                | 2003 | Ricki              | Martin Brest                        | 54          | 7.3         | [ 58 ] [ 59 ]        |
| Jersey Girl                          | 2004 | Gertrude           | Kevin Smith                         | 35          | 36.1        | [ 60 ] [ 61 ]        |
| Shall We Dance?                      | 2004 | Paulina            | Peter Chelsom                       | 50          | 170.1       | [ 62 ] [ 63 ]        |
| Monster-in-Law                       | 2005 | Charlie            | Robert Luketic                      | 43          | 154.7       | [ 64 ] [ 65 ]        |
| An Unfinished Life                   | 2005 | Jean Gilkyson      | Lasse Hallström                     | 30          | 18.6        | [ 66 ] [ 67 ]        |
| Bordertown                           | 2006 | Lauren Adrian      | Gregory Nava                        |             | 8.3         | [ 68 ] [ 69 ]        |
| El cantante                          | 2007 | Puchi              | Leon Ichaso                         |             | 7.9         | [ 70 ] [ 71 ]        |
| The Back-up Plan                     | 2010 | Zoe                | Alan Poul                           | 35          | 77.5        | [ 72 ] [ 73 ]        |
| What to Expect When You're Expecting | 2012 | Holly              | Kirk Jones                          | 40          | 84.4        | [ 74 ] [ 75 ] [ 76 ] |
| Ice Age: Continental Drift           | 2012 | Shira (voz)        | Michael Thurmeier & Steve Martino   | 95          | 875.3       | [ 77 ] [ 78 ] [ 79 ] |
| Parker                               | 2013 | Leslie             | Taylor Hackford                     | 35          | 46.3        | [ 80 ] [ 81 ] [ 82 ] |
| Hustlers                             | 2019 | Ramona             | Lorene Scafaria                     | 20          | 157.5       | ㅤ                   |
| Casamento Armado                     | 2023 | Darcy              | Jason Moore                         |             |             | [ 85 ]               |

### Como membro de equipe
| Título         | Ano  | Papel     | Director(es)      | Orçamento   | Receita     | Referência(s) |
| Título         | Ano  | Papel     | Director(es)      | $ (milhões) | $ (milhões) | Referência(s) |
| -------------- | ---- | --------- | ----------------- | ----------- | ----------- | ------------- |
| El cantante    | 2007 | Produtora | Leon Ichaso       |             | 7.9         | [ 70 ] [ 71 ] |
| Feel the Noise | 2007 | Produtora | Alejandro Chomski |             | 6.5         | [ 86 ] [ 87 ] |

## Televisão

### Como atriz
| Título                | Ano(s)    | Papel         | Criador(es)                           | Episódio(s)                                                                                                 | Referência(s)        |
| --------------------- | --------- | ------------- | ------------------------------------- | --- | -------------------- |
| In Living Color       | 1991–1993 | Fly Girl      | Keenen Ivory Wayans                   | | [ 88 ]               |
| Second Chances        | 1993      | Melinda Lopez | Lynn Marie Latham & Bernard Lechowick | Seis episódios                                                                                              | [ 5 ] [ 89 ]         |
| South Central         | 1994      | Lucille       | Ralph Farquhar & Michael Weithorn     | "Pilot" (1.ª temporada, episódio 1) "Money" (1.ª temporada, episódio 2) "Co-op" (1.ª temporada, episódio 4) | [ 90 ]               |
| Hotel Malibu          | 1994      | Lopez         | Lynn Marie Latham & Bernard Lechowick | Seis episódios                                                                                              | [ 91 ] [ 92 ]        |
| Will & Grace          | 2004      | A própria     | David Kohan & Max Mutchnick           | "I Do, Oh, No, You Di-in't" (6.ª temporada, episódio 23) "FYI: I Hurt, Too" (7.ª temporada, episódio 1)     | [ 93 ] [ 94 ] [ 95 ] |
| How I Met Your Mother | 2010      | Anita Appleby | Carter Bays & Craig Thomas            | "Of Course (How I Met Your Mother)" (5.ª temporada, episódio 17)                                            | [ 96 ]               |

### Como personalidade
| Título             | Ano(s)      | Papel  | Criador(es)  | Episódio(s)            | Referência(s) |
| ------------------ | ----------- | ------ | ------------ | ---------------------- | ------------- |
| American Idol      | 2011 - 2012 | Jurada | Simon Fuller | 10.ª e 11.ª temporadas | [ 97 ]        |
| Q'Viva! The Chosen | 2012        |        | Simon Fuller | 1.ª temporada          | [ 98 ]        |

### Como membro de equipa
| Título                                      | Ano(s)    | Papel                         | Criador(es)                                            | Referência(s)  |
| ------------------------------------------- | --------- | ----------------------------- | ------------------------------------------------------ | -------------- |
| South Beach                                 | 2006      | Produtora executiva           | Matt Cirulnick                                         | [ 99 ] [ 100 ] |
| DanceLife                                   | 2007      | Produtora executiva, criadora | Jennifer Lopez, Maurissa Tancharoen & Kevin Tancharoen | [ 101 ]        |
| Jennifer Lopez Presents: Como ama una mujer | 2007      | Produtora executiva, criadora | Jennifer Lopez                                         | [ 102 ]        |
| South Beach Tow                             | 2011-2012 | Produtora executiva           |                                                        | [ 103 ]        |
| Q'Viva! The Chosen                          | 2012      | Produtora executiva           | Simon Fuller                                           | [ 98 ]         |
| The Fosters                                 | 2013      | Produtora executiva           | Bradley Bredeweg e Peter Paige                         | [ 104 ]        |

## Curtas
| Título                               | Ano(s) | Papel       | Director(es)                      | Referência(s) |
| ------------------------------------ | ------ | ----------- | --------------------------------- | ------------- |
| Scrat's Continental Crack-Up: Part 2 | 2011   | Shira (voz) | Michael Thurmeier & Steve Martino | [ 105 ]       |

## Jogos
| Título                                    | Ano(s) | Papel       | Desenvolvedor(as)     | Publicador(as) | Referência(s) |
| ----------------------------------------- | ------ | ----------- | --------------------- | -------------- | ------------- |
| Ice Age: Continental Drift – Arctic Games | 2012   | Shira (voz) | Behaviour Interactive | Activision     | [ 106 ]       |

## Vídeos musicais
| Título                     | Ano  | Artista(s)                              | Director(es)       | Referência(s)   |
| -------------------------- | ---- | --------------------------------------- | ------------------ | --------------- |
| "That's the Way Love Goes" | 1994 | Janet Jackson                           | René Elizondo, Jr. | [ 107 ] [ 108 ] |
| "Been Around the World"    | 1998 | Puff Daddy, The Notorious B.I.G. & Mase | Paul Hunter        | [ 109 ] [ 110 ] |
| "No me conoces"            | 1998 | Marc Anthony                            | Benny Corral       | [ 107 ] [ 111 ] |
| "It's So Hard"             | 2000 | Big Pun & Donell Jones                  | Chris Robinson     | [ 112 ]         |